# 日維茨

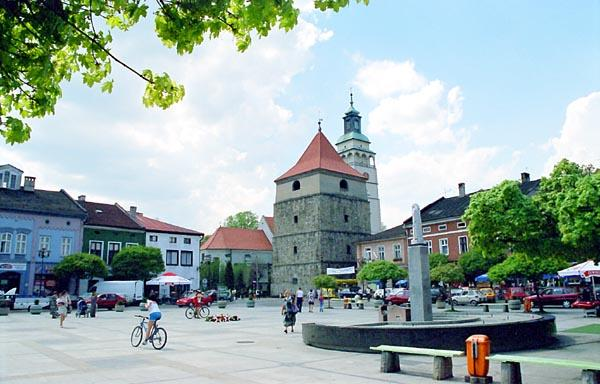
日維茨街景

日維茨（波蘭語：Żywiec，發音：[ˈʐɨvjɛts]）是波蘭西里西亞省的城鎮，位於該國南部，面積50.57平方公里，最高點海拔高度400米，2006年人口32,078。在第一次瓜分波蘭中，該鎮在1772年被納入奧地利管治範圍。

## 友好城市
日維茨有以下友好城市：
- 英国 阿多爾
- 斯洛伐克 恰德察
- 奥地利 费尔德巴赫
- 匈牙利 格德勒
- 斯洛伐克 利普托夫斯基米庫拉什
- 捷克 奧帕瓦
- 法國 里永
- 瑞典 斯圖呂曼
- 波蘭 什奇特諾
- 德国 下哈兴

## 外部連結
- Jewish Community in Żywiec （页面存档备份，存于） on Virtual Shtetl

49°41′N 19°12′E / 49.683°N 19.200°E